# МКС (підприємство)
ТзОВ «МКС» — колишнє українське ІТ-підприємство з головним офісом у Харкові, що діяло з 1990 по 2009. 
Основні бізнеси: однойменна мережа магазинів комп'ютерної та офісної техніки, цифрової електроніки та побутової техніки, виробництво комп'ютерів.

## Основні дані

Старий логотип

- дата заснування: 12 квітня 1990 року
- головний офіс — у Харкові
- філії, регіональні офіси та представництва діють в містах: Київ, Алчевськ, Бердичів, Вінниця, Донецьк, Євпаторія, Житомир, Запоріжжя, Керч, Кропивницький, Краматорськ, Кременчук, Кривий Ріг, Луганськ, Маріуполь, Охтирка, Полтава, Севастополь, Сімферополь, Слов'янськ, Суми, Ялта, Феодосія.
- кількість співробітників — понад 2000 працівників.
- кількість спеціалізованих магазинів МКС — 59 (2008), 46 (2009)
- вироблено та продано персональних і промислових комп'ютерів, робочих станцій, серверів і ноутбуків: понад 250 тис. (на січень 2008), понад 260 тис. (на квітень 2008).
- обсяг продаж у 2007 перевищив 1 млрд грн і склав 1'080'755 тис. грн.
- чистий дохід: 893,3 млн грн.
- чистий прибуток: 11,9 грн.

Всіма активами ТзОВ МКС володіє ВАТ «МКС Груп» англ. (MKS Group).
В травні 2009 компанія оголосила себе банкрутом. Процес банкрутства не зачепив компанію «МКС Системна Інтеграція», яка ще до банкрутства була виділена в окрему юридичну особу — компанию VERNA.

## Види діяльності
- Роздрібна торгівля IT-продуктами, розвиток мережі спеціалізованих магазинів комп'ютерної та офісної техніки, комп'ютерних супермаркетів, гіпермаркетів, електроніки, торгових центрів.
- Виробництво, продаж та сервіс персональних та промислових комп'ютерів, робочих станцій, серверів.
- Оптовий продаж, розширення партнерської мережі.

### Роздрібна мережа МКС
Найбільша в Україні роздрібна мережа спеціалізованих магазинів «Комп'ютери і офісна техніка», комп'ютерні супермаркети, супермаркети і гіпермаркети електроніки, торгові центри і IT-салони мають клієнтами понад 60 тис. компаній та установ.

### Виробництво комп'ютерних систем МКС
Компанія МКС володіє сучасним автоматизованим та роботизованим виробництвом, на якому випускаються більше ніж 160 комп'ютерів у день. Основна продукція виробництва МКС — персональні комп'ютери Neo'S, робочі станції та сервери GARANT на платформі Intel, а також персональні комп'ютери модельного ряду AMADEY, які виробляються на базі процесорів AMD. За час роботи компанії МКС вироблене і продано понад 260 тисяч персональних і промислових комп'ютерів, робочих станцій, серверів і ноутбуків.
Комп'ютерні системи виробляються як під замовлення, так і великими серіями. На виробництві МКС впроваджені конвеєрне збирання та наладка з обов'язковими електротемпературними випробуваннями всіх комп'ютерів, що випускаються. Введено інститут «представника замовника» у вигляді відділу технічного контролю (ВТК), що діє незалежно від виробництва, здійснює вхідний контроль і контроль готової продукції.
Персональні комп'ютери Neo'S і робочі станції GARANT виробництва МКС мають статус Designed for Microsoft Windows XP. Згідно з даними міжнародного аналітичного агентства IDC компанія МКС входить у ТОП-5 українських виробників комп'ютерних систем.

### Сервіс МКС
Гарантійне та післягарантійне обслуговування обладнання здійснюється сервісним центром компанії, а також спеціалізованим сервісним відділом МКС Системна інтеграція. У сервісному центрі компанії працюють фахівці, які пройшли підготовку та сертифіковані в навчальних центрах виробників і постачальників. Сервісний центр МКС сертифікований з обслуговування техніки APC, Belinea, Canon, Compaq, EPSON, Hansol, HP, Lexmark, LG, Microsoft, OKI, Panasonic, Samsung, Tally, TOSHIBA, ViewSonic, XEROX. Філії та представництва МКС з сервісу працюють і в 42 містах всіх областей України

## Торгові марки
Персональні комп'ютери торгових марок NeoS, AMADEY, сервери Garant
Neo'S
- 2008 — Комп'ютер «МКС Neo's» став лауреатом[3] Всеукраїнського конкурсу якості продукції (товарів, робіт, послуг) — «100 найкращих товарів України»[4], що проводиться Державним Комітетом України з питань технічного регулювання та споживчої політики.
- 2009 — З часу реєстрації — торгової марки випущено 260'000 персональних комп'ютерів під ТМ NeoS та AMADEY.
- Перелік статей зі згадкою комп'ютерів NeoS в журналі «Компьютерное обозрение»[5] (рос.)

## Сертифікати
- Сертифікат на систему екологічного керування № UA2.003.02434-7 від 27 червня 2007 р. за стандартом ДСТУ ISO 14001-2006.
- Сертифікат на систему керування якістю № UA2.003. 02433-7 від 27 червня 2007 р. за стандартом ДСТУ ISO 9001-2001.

## Відзнаки
- 2003 — визнана експертами ITC як «Найдинамічніша в Україні компанія, яка задає темп розвитку роздрібного комп'ютерного ринку»
- 2004 — спеціальна нагорода Intel за інновації та досягнення в роздрібній торгівлі
- 2004 — комп'ютер МКС став переможцем у Всеукраїнському конкурсі якості «100 найкращих товарів України»[4]
- 2005 — «Найкраща компанія у продажах продукції Microsoft в сегменті середнього та малого бізнесу»
- 2006 — мережа магазинів комп'ютерної та офісної техніки МКС визнана найкращою в Україні з врученням медалі «Вибір року» № 1
- 2007 та 2008 — лідер рейтингового дослідження «ТОП-100. Найкращі компанії України»
- 2007 та 2008 — найбільш високотехнологічна серед IT-компаній України за версією рейтингу «Гвардія новаторів»
- 2008 — Комп'ютер «МКС Neo´s» лауреат Всеукраїнського конкурсу якості «100 найкращих товарів України».[4] в категорії «промислові товари для населення»[3]
- 2008 — перемога у міжнародному фестивалі-конкурсі «Вибір року 2008» в номінаціях «Мережа магазинів комп'ютерної та офісної техніки» і «Комп'ютер вітчизняного виробництва року»